# A Magyar Szemle Kincsestára
A Magyar Szemle Kincsestára, vagy Kincsestár. A Magyar Szemle Társaság Kis Könyvtára egy nagy terjedelmű magyar ismeretterjesztő könyvsorozat volt, amely a két világháború közötti időben jelent meg. A sorozatban 1929 és 1942 között – ugyanakkor az egyes kötetekben évszámjelzés nélkül – mintegy 150 kis alakú mű látott napvilágot. Az egyes kötetek részletesen a következő kiadvány sorolja fel:
- Komjáthy Miklósné (szerk.) – Kertész Gyula (szerk.): Magyar könyvészet 1921–1944. I–XII., Országos Széchényi Könyvtár, Budapest, 1980

Érdekesség, hogy a sorozat egyik kötete, a Szerb Antal-féle Az angol irodalom kis tükre 1990-ben a Bibliotéka Könyvkiadó jóvoltából reprint kiadásban ismét napvilágot láthatott (Budapest, ISBN 963-779-502-2).